# Trebeliusz Polion
Trebeliusz Polion (Trebellius Pollio) – jeden z sześciu twórców biografii rzymskich władców ujętych w zbiorze znanym jako Historia Augusta. 
Przypisuje mu się autorstwo 4 życiorysów (Dwaj Walerianowie, Dwaj Galienowie, Trzydziestu pretendentów, Boski Klaudiusz). Nazwisko fałszywe, podobnie jak w przypadku innych autorów tego kontrowersyjnego źródła historycznego.   